# Nascimento Morais Filho
José Nascimento Morais Filho (* 15. Juli 1922 in São Luís, Brasilien; † 21. Februar 2009 ebenda) war ein brasilianischer Schriftsteller und Volkskundler.

## Leben
Morais Filho gilt als Wiederentdecker von Maria Firmina dos Reis (1825–1917): In den 1960er Jahren stieß er in einem Antiquariat zufällig auf deren Novelle Úrsula von 1859, die sie unter dem Pseudonym Uma Maranhense veröffentlicht hatte. Durch seine Nachforschungen fand er den richtigen Namen der Autorin heraus und gab 1975 ein erstes Faksimile der Novelle sowie anderer Werke der Autorin heraus.

## Schriften
- Clamor da Hora Presente, 1955. ISBN 85-7207-029-X (wurde ins Französische und Englische übersetzt)[1]
- Pé de conversa, 1957. OCLC 12752193
- Azulejos, 1963. OCLC 16412500
- O que é o que é?, 1971. OCLC 1873179
- Esfinge do azul, 1972. OCLC 552247994
- Esperando a missa do galo, 1973. OCLC 2815683
- Maria Firmina – fragmentos de uma vida, 1975. OCLC 494634233
- Cancioneiro geral do Maranhão, 1976.
- Als Herausgeber: REIS, Maria Firmina dos: Úrsula, 1975.[3] OCLC 504819979 OCLC 490359751 OCLC 463136358
- Als Herausgeber: REIS, Maria Firmina dos: Cantos à beira-mar, 1976. OCLC 494335967